# Contretype

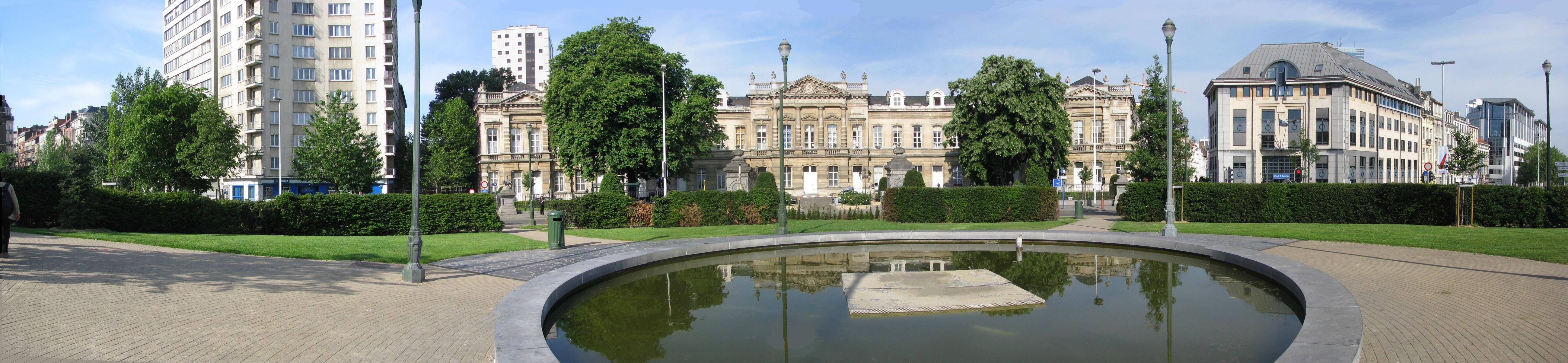

Contretype – Centre pour l’image et la photographie contemporaine (Zentrum für das zeitgenössische Bild und die Fotografie) ist eine 1978 von dem belgischen Fotografen Jean-Louis Godefroid (Charleroi, 1952 – Brüssel, 2013) ins Leben gerufene Stiftung für Fotografie in Brüssel, die es sich zur Aufgabe gemacht hat, die zeitgenössische künstlerische Fotografie zu fördern und sie dem belgischen und internationalen Publikum bekannt zu machen.

## Entwicklung
Jean-Louis Godefroid war der erste Fotograf in Brüssel, der den künstlerischen Charakter der Fotografie hervorhob. Im Laufe der Jahre organisierte er Ausstellungen für damals noch unbekannte, später aber berühmte Fotografen wie Horst P. Horst, Robert Rauschenberg, Robert Mapplethorpe, Bernard Plossu, Karl Blossfeldt, Willy Zielke, Roger Kockaerts und Gilbert Fastenaekens. Diese fanden zunächst in seiner Wohnung statt und ab 1988 an verschiedenen offiziellen Orten.
1997 initiierte er ein Künstleraufenthaltsprogramm für belgische und internationale Fotografen, darunter Alain Paiement (Québec), Bernard Plossu (Frankreich), Elina Brotherus (Finnland), JH Engström (Schweden) und Philippe Herbet (Belgien). Dieses Programm ermöglicht es den Künstlern, ihre Arbeit zu reflektieren und ein fotografisches Projekt zu entwickeln, das den spezifischen Kontext der Region Brüssel berücksichtigt.
Nach dem Tod von Jean-Louis Godefroid 2014 wurde Contretype mehrere Jahre kollektiv geleitet. Im Jahr 2022 übernahm Olivier Grasser die neue künstlerische und allgemeine Leitung. Sein Ziel ist es, Contretype als Kunstzentrum für zeitgenössische Malerei und Fotografie weiterzuentwickeln und zu etablieren.
Contretype fördert das zeitgenössische fotografische Schaffen und das digitale Bild in Belgien und im Ausland. Durch Ausstellungen, Künstlerresidenzen, Produktionsunterstützung, Vertrieb und Verlagswesen begleitet es die Karriere von Fotografen und schafft Verbindungen zwischen Künstlern, Publikum und Medien. 
Als Kunstzentrum für zeitgenössische Fotografie besitzt Contretype eine eigene Sammlung von etwa 400 Werken. Die Verwaltung und Inventarisierung dieser Sammlung, insbesondere durch Digitalisierung, sowie die Entwicklung eines Programms zur Aufwertung und Verbreitung sind zentrale Aufgaben.
Die Ausstellungsräume von Contretype befanden sich ab 1988 im ehemaligen Maison Hannon und sind seit 2013 in der Cité Fontainas 4a in Saint-Gilles beheimatet.

### Cité Fontainas in Saint-Gilles
Der Name der Cité Fontainas / Fontainashof in Saint-Gilles/Sint-Gillis aus dem Jahr 1867 geht auf André-Napoléon Fontainas (1807–1863) zurück, der von 1860 bis 1863 Bürgermeister von Brüssel war. Der Jurist André-Napoléon Fontainas studierte in Löwen und wurde in Brüssel, der Hauptstadt des damals noch jungen Königreichs Belgien, zum Stadtrat gewählt. Während seiner Amtszeit im Stadtrat beschäftigte er sich intensiv mit Bildungsfragen; er war bekannt für seine Ablehnung des klerikalen Einflusses auf das Bildungswesen und ein bekannter Freimaurer. 1860 ernannte ihn König Leopold I. zum Bürgermeister der Stadt. Er war auch Präsident des Provinzialrates von Brabant.
Im Jahre 1867 wurde eine Residenz für pensionierte Lehrer Cité Fontainas / Fontainashof genannt, um die Bildungsinteressen dieses bedeutenden Politikers zu ehren. Das repräsentative Gebäude wurde später in eine Wohnanlage mit Eigentumswohnungen umgewandelt.
Die Cité Fontainas / Fontainashof ist im neoklassizistischen Stil erbaut. Ihre Architekten waren Antoine Trappeniers (1824–1887) und Henri Beyaert (1823–1894), die beide zu den führenden Brüsseler Architekten zählten. Die halbmondförmige Cité Fontainas / Fontainashof zeichnet sich durch markante Giebel und Pilaster sowie eine Reihe von Dachfenstern aus.